# Olhão (freguesia)

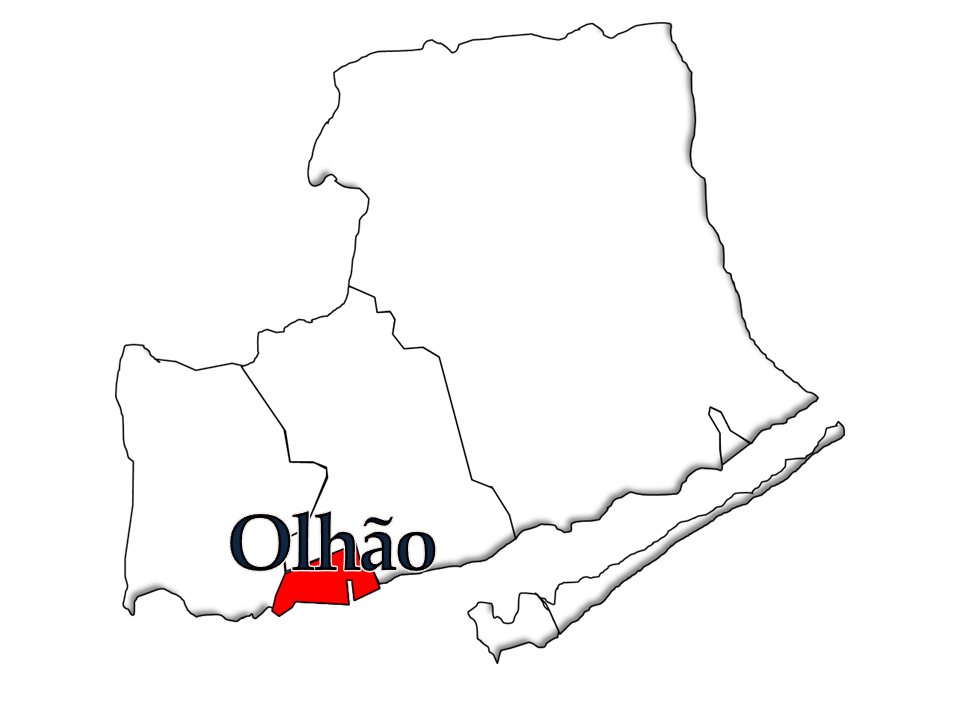
Localização da Freguesia de Olhão no Município de Olhão

A Freguesia de Olhão, com sede na cidade de Olhão, é uma freguesia portuguesa do Município de Olhão com 9,43 km² de área e 14206 habitantes (censo de 2021), tendo, por isso, uma densidade populacional de 1 506,5 hab./km².

## Demografia
A população registada nos censos foi:
| Distribuição da População por Grupos Etários | Distribuição da População por Grupos Etários | Distribuição da População por Grupos Etários | Distribuição da População por Grupos Etários | Distribuição da População por Grupos Etários |
| -------------------------------------------- | -------------------------------------------- | -------------------------------------------- | -------------------------------------------- | -------------------------------------------- |
| Ano                                          | 0-14 Anos                                    | 15-24 Anos                                   | 25-64 Anos                                   | > 65 Anos                                    |
| 2001                                         | 2291                                         | 2156                                         | 7642                                         | 2660                                         |
| 2011                                         | 2362                                         | 1535                                         | 8178                                         | 2839                                         |
| 2021                                         | 1858                                         | 1454                                         | 7552                                         | 3342                                         |

## Património
- Edifício da Alfândega
- Edifício do Compromisso Marítimo ou Museu da Cidade de Olhão
- Ermida de Nossa Senhora da Soledade ou Igreja Pequena
- Igreja Matriz de Nossa Senhora do Rosário e Capela de Nosso Senhor dos Aflitos
- Edifício na Av. da República, n.º 14